# Lista de prêmios e indicações recebidos por Apink
Esta é uma lista de prêmios e indicações recebidas pelo girl group sul-coreano Apink.

## Prêmios e indicações

### Asia Artist Awards
| Ano  | Categoria            | Destinatário | Resultado | Ref. |
| ---- | -------------------- | ------------ | --------- | ---- |
| 2017 | Best Celebrity Award | Apink        | Venceu    |      |

### Mnet Asian Music Awards
O Mnet Asian Music Awards (comumente abreviado como MAMA) é uma das principais cerimônias de premiação de música coreana, realizada anualmente pela CJ E&M através de seu canal de música Mnet, envolvendo a participação de alguns dos atores e celebridades mais conhecidas, não só da Coreia do Sul, mas também em outros países como China, Japão e Estados Unidos.
| Ano  | Categoria                           | Destinatário | Resultado | Ref.  |
| ---- | ----------------------------------- | ------------ | --------- | ----- |
| 2011 | Best New Female Artist              | Apink        | Venceu    | [ 1 ] |
| 2013 | Next Generation Global Star         | Apink        | Venceu    | [ 2 ] |
| 2014 | Best Female Group                   | Apink        | Indicado  | [ 3 ] |
| 2014 | UnionPay Artist of the Year         | Apink        | Indicado  | [ 3 ] |
| 2015 | Best Female Group                   | Apink        | Indicado  | [ 4 ] |
| 2015 | Artist of the Year                  | Apink        | Indicado  | [ 4 ] |
| 2017 | Best Dance Performance Female Group | "FIVE"       | Indicado  | [ 5 ] |
| 2017 | Song of the Year                    | "FIVE"       | Indicado  | [ 5 ] |

### Melon Music Awards
O Melon Music Awards é uma grande prêmiação de música que é realizada anualmente na Coreia do Sul e organizada pela LOEN Entertainment através de seu serviço de música online, Melon. É conhecido por apenas calcular vendas digitais e votos online para determinar os vencedores.
| Ano  | Categoria                | Destinatário         | Resultado | Ref.  |
| ---- | ------------------------ | -------------------- | --------- | ----- |
| 2014 | Song of the Year         | "Mr. Chu" (On Stage) | Indicado  | [ 6 ] |
| 2014 | Best Music Video         | "Mr. Chu" (On Stage) | Indicado  | [ 6 ] |
| 2014 | Best Female Dance        | "Mr. Chu" (On Stage) | Venceu    | [ 6 ] |
| 2015 | Top 10 Artist            | Apink                | Venceu    |       |
| 2015 | Best Song Award          | "Luv"                | Indicado  |       |
| 2015 | Netizen Popularity Award | "Remember"           | Indicado  |       |
| 2015 | Best Album Award         | Pink Luv             | Indicado  |       |
| 2017 | Top 10 Artist            | Apink                | Indicado  |       |
| 2018 | Top 10 Artist            | Apink                | Venceu    | [ 7 ] |

### MTV Best of the Best
| Ano  | Categoria         | Destinatário | Resultado | Ref.  |
| ---- | ----------------- | ------------ | --------- | ----- |
| 2011 | Hot Debut Star    | Apink        | Indicado  |       |
| 2012 | Best Video Female | Apink        | Venceu    |       |
| 2014 | Best Female Group | Apink        | Venceu    | [ 8 ] |
| 2014 | Best Dance Video  | "Mr. Chu"    | Indicado  | [ 8 ] |

### Seoul Music Awards
O Seoul Music Awards é uma premiação musical fundada em 1990 que é apresentada anualmente pela Sports Seoul para realizações notáveis na indústria da música na Coreia do Sul. O Daesang Award (Grande Prêmio) é equivalente ao Artista do Ano de outras premiações. Enquanto o Bonsang Awards (Prêmio Principal) é premiado aos 12 melhores artistas, calculando álbum e vendas digitais com votação online e um julgamento final pelos juízes da cerimônia de premiação.
| Ano  | Categoria            | Destinatário | Resultado | Ref.   |
| ---- | -------------------- | ------------ | --------- | ------ |
| 2012 | New Artist Award     | Apink        | Venceu    |        |
| 2013 | Popularity Award     | Apink        | Indicado  |        |
| 2013 | Bonsang Award        | "Hush"       | Indicado  |        |
| 2014 | Popularity Award     | Apink        | Indicado  |        |
| 2014 | Bonsang Award        | "NoNoNo"     | Venceu    | [ 9 ]  |
| 2015 | Popularity Award     | Apink        | Indicado  | [ 10 ] |
| 2015 | Hallyu Special Award | Apink        | Indicado  | [ 10 ] |
| 2015 | Bonsang Award        | "Mr. Chu"    | Venceu    | [ 10 ] |
| 2016 | Popularity Award     | Apink        | Indicado  |        |
| 2016 | Bonsang Award        | "Remember"   | Venceu    |        |
| 2018 | Bonsang Award        | Apink        | Indicado  |        |
| 2018 | Popularity Award     | Apink        | Indicado  |        |
| 2018 | Hallyu Special Award | Apink        | Indicado  |        |

### Golden Disc Awards
O Golden Disc Awards é uma premiação musical fundada em 1986, apresentada anualmente pela Associação da Indústria Musical da Coreia, por realizações notáveis na indústria da música na Coreia do Sul. O principal prêmio (Disk Bonsang) é premiado com até 10 melhores artistas, calculando álbum e vendas digitais com votação on-line e um julgamento final pelos juízes da cerimônia de premiação. O Grande Prémio (Disk Daesang) é equivalente ao Artist of the Year de outras premiações, é concedido ao artista do melhor álbum full-length nomeado do Disk Bonsang.
| Ano  | Categoria                       | Destinatário         | Resultado | Ref.   |
| ---- | ------------------------------- | -------------------- | --------- | ------ |
| 2012 | Best Newcomer Artist            | Apink                | Venceu    |        |
| 2014 | Popularity Award                | Apink                | Indicado  |        |
| 2014 | Disk Bonsang                    | Secret Garden        | Indicado  | [ 11 ] |
| 2014 | Digital Bonsang                 | "NoNoNo"             | Venceu    | [ 12 ] |
| 2015 | Disk Bonsang                    | Pink Blossom         | Venceu    | [ 13 ] |
| 2015 | Digital Bonsang                 | "Mr. Chu" (On Stage) | Indicado  |        |
| 2015 | Best Female Performance         | Apink                | Venceu    |        |
| 2016 | Digital Bonsang                 | "Remember"           | Indicado  |        |
| 2016 | Disk Bonsang                    | Pink Memory          | Venceu    |        |
| 2016 | Popularity Award (Coreia)       | Pink Memory          | Indicado  |        |
| 2016 | Global Popularity Award         | Pink Memory          | Indicado  |        |
| 2018 | Golden Disc Album Award         | Pink Up              | Indicado  | [ 14 ] |
| 2018 | Global Popular Artist Award     | Apink                | Indicado  | [ 15 ] |
| 2019 | Digital Daesang                 | "I'm So Sick"        | Indicado  |        |
| 2019 | Digital Bonsang                 | "I'm So Sick"        | Indicado  |        |
| 2019 | Popularity Award                | Apink                | Indicado  |        |
| 2019 | NetEase Most Popular K-pop Star | Apink                | Indicado  |        |

### Gaon Chart Music Awards
O Gaon Chart Music Awards é uma premiação de música que é realizada anualmente na Coreia do Sul pelo chart nacional de gravações musicais do Gaon Chart.
| Ano  | Categoria                   | Destinatário         | Resultado | Ref.   |
| ---- | --------------------------- | -------------------- | --------- | ------ |
| 2012 | Rookie of the Year          | Apink                | Venceu    | [ 16 ] |
| 2013 | Hot Trend Award             | Apink                | Venceu    | [ 17 ] |
| 2014 | Hot Performance of the Year | Apink                | Venceu    | [ 18 ] |
| 2015 | Song of the Year (Abril)    | "Mr. Chu" (On Stage) | Indicado  |        |
| 2015 | Song of the Year (Dezembro) | "Luv"                | Venceu    | [ 19 ] |
| 2017 | Song of the Year (Setembro) | "Only One"           | Indicado  |        |

### World Music Awards
O World Music Awards foi uma premiação internacional fundada em 1989 que homenageou anualmente os artistas de gravação com base nos números de vendas mundiais fornecidos pela International Federation of the Phonographic Industry (IFPI). O programa é transmitido para a América do Norte e do Sul, toda a Europa, Oriente Médio, a maior parte da Ásia e toda a África, alcançando uma audiência mundial estimada em cerca de um bilhão de espectadores em mais de 160 países.
| Ano  | Categoria           | Destinatário | Resultado | Ref |
| ---- | ------------------- | ------------ | --------- | --- |
| 2014 | World Best Group    | Apink        | Indicado  |     |
| 2014 | World Best Live Act | Apink        | Indicado  |     |

### Korean Entertainment Art Awards
| Ano  | Categoria         | Destinatário | Resultado | Ref.   |
| ---- | ----------------- | ------------ | --------- | ------ |
| 2014 | Netizen Awards    | Apink        | Venceu    |        |
| 2015 | Best Female Group | Apink        | Venceu    | [ 20 ] |

### Soribada Best K-Music Awards
O Soribada Best K-Music Awards é uma prêmiação musical apresentada pelo Soribada para celebrar o melhor da música K-pop.
| Ano  | Categoria                   | Destinatário | Resultado | Ref. |
| ---- | --------------------------- | ------------ | --------- | ---- |
| 2018 | Popularity Award (Feminina) | Apink        | Indicado  |      |

### Outros prêmios
| Ano  | Categoria                                             | Destinatário              | Resultado | Ref.   |
| ---- | ----------------------------------------------------- | ------------------------- | --------- | ------ |
| 2011 | Korean Culture Entertainment Awards                   | Idol Music Rookie Award   | Venceu    |        |
| 2012 | 7th Asia Model Festival Awards                        | New Star Award            | Venceu    | [ 21 ] |
| 2013 | Korean Culture Entertainment Awards                   | Kpop 10 Singer Group      | Venceu    |        |
| 2015 | SBS Award Festival                                    | TOP 10 Artist             | Venceu    |        |
| 2015 | 29th Japan Gold Disc Award                            | Best New 3 Artists (Ásia) | Venceu    | [ 22 ] |
| 2015 | Korean Culture Entertainment Awards                   | Kpop 10 Singer Group      | Venceu    |        |
| 2015 | Seoul Embassies Day Awards (junto com VIXX e Rainbow) | Hanbit Awards             | Venceu    |        |
| 2016 | KKBOX Music Awards                                    | Special Award             | Venceu    | [ 24 ] |
| 2017 | V LIVE Awards                                         | Top 10 Global Artist      | Venceu    | [ 25 ] |
| 2018 | 2017 Fandom School Awards                             | Best Female Group         | Venceu    | [ 26 ] |
| 2018 | 2018 Korean Wave Awards                               | Hallyu Singer Award       | Venceu    | [ 27 ] |

## Programas de música
Estas são as vitórias do Apink nos shows de música da Coréia do Sul. O M Countdown é exibido no canal a cabo coreano Mnet, Show Champion no MBC Music, O Music Bank na KBS, Show! Music Core na MBC e o Inkigayo na SBS.

### Music Bank
| Ano  | Data           | Canção        |
| ---- | -------------- | ------------- |
| 2013 | 19 de Julho    | "NoNoNo"      |
| 2014 | 11 de Abril    | "Mr. Chu"     |
| 2014 | 5 de Dezembro  | "Luv"         |
| 2014 | 12 de Dezembro | "Luv"         |
| 2014 | 19 de Dezembro | "Luv"         |
| 2014 | 26 de Dezembro | "Luv"         |
| 2015 | 31 de Julho    | "Remember"    |
| 2018 | 13 de Julho    | "I'm So Sick" |

### Show! Music Core
| Ano  | Data           | Canção    |
| ---- | -------------- | --------- |
| 2014 | 12 de Abril    | "Mr. Chu" |
| 2014 | 6 de Dezembro  | "Luv"     |
| 2014 | 13 de Dezembro | "Luv"     |
| 2014 | 20 de Dezembro | "Luv"     |
| 2015 | 3 de Janeiro   | "Luv"     |
| 2015 | 10 de Janeiro  | "Luv"     |
| 2017 | 8 de Julho     | "Five"    |
| 2017 | 15 de Julho    | "Five"    |

### Inkigayo
| Ano  | Data           | Canção        |
| ---- | -------------- | ------------- |
| 2014 | 13 de Abril    | "Mr. Chu"     |
| 2014 | 7 de Dezembro  | "Luv"         |
| 2014 | 14 de Dezembro | "Luv"         |
| 2014 | 28 de Dezembro | "Luv"         |
| 2018 | 15 de Julho    | "I'm So Sick" |

### M Countdown
| Ano  | Data           | Canção     |
| ---- | -------------- | ---------- |
| 2012 | 5 de Janeiro   | "My My"    |
| 2014 | 10 de Abril    | "Mr. Chu"  |
| 2014 | 8 de Maio      | "Mr. Chu"  |
| 2014 | 18 de Dezembro | "Luv"      |
| 2014 | 25 de Dezembro | "Luv"      |
| 2015 | 30 de Julho    | "Remember" |

### The Show
| Ano  | Data           | Canção        |
| ---- | -------------- | ------------- |
| 2014 | 2 de Dezembro  | "Luv"         |
| 2014 | 9 de Dezembro  | "Luv"         |
| 2014 | 16 de Dezembro | "Luv"         |
| 2017 | 4 de Julho     | "Five"        |
| 2017 | 11 de Julho    | "Five"        |
| 2018 | 10 de Julho    | "I'm So Sick" |
| 2018 | 17 de Julho    | "I'm So Sick" |

### Show Champion
| Ano  | Data        | Canção        |
| ---- | ----------- | ------------- |
| 2013 | 17 de Julho | "NoNoNo"      |
| 2014 | 9 de Abril  | "Mr. Chu"     |
| 2015 | 29 de Julho | "Remember"    |
| 2017 | 5 de Julho  | "Five"        |
| 2017 | 12 de Julho | "Five"        |
| 2018 | 11 de Julho | "I'm So Sick" |